# Пюже-Виль
Пюже́-Виль (фр. Puget-Ville) — коммуна на юго-востоке Франции в регионе Прованс — Альпы — Лазурный берег, департамент Вар, округ Тулон, кантон Гареу.
Площадь коммуны — 36,83 км², население — 3516 человек (2006) с выраженной тенденцией к росту: 3951 человек (2012), плотность населения — 107,0 чел/км².

## Население
Население коммуны в 2011 году составляло — 3878 человек, а в 2012 году — 3951 человек.
| 1962 | 1968 | 1975 | 1982 | 1990 | 1999 | 2006 | 2011 | 2012 |
| ---- | ---- | ---- | ---- | ---- | ---- | ---- | ---- | ---- |
| 1628 | 1755 | 1819 | 2115 | 2591 | 3080 | 3516 | 3878 | 3951 |

Динамика населения:

## Экономика
В 2010 году из 2316 человек трудоспособного возраста (от 15 до 64 лет) 1701 были экономически активными, 615 — неактивными (показатель активности 73,4 %, в 1999 году — 65,9 %). Из 1701 активных трудоспособных жителей работали 1513 человек (773 мужчины и 740 женщин), 188 числились безработными (82 мужчины и 106 женщин). Среди 615 трудоспособных неактивных граждан 151 были учениками либо студентами, 237 — пенсионерами, а ещё 227 — были неактивны в силу других причин.
На протяжении 2010 года в коммуне числилось 1545 облагаемых налогом домохозяйств, в которых проживало 3763,5 человека. При этом медиана доходов составила 18 тысяч 819 евро на одного налогоплательщика.